# Serge Ier de Moscou
Pour les articles homonymes, voir Serge Ier.
Serge (en russe : Сергий, né Ivan Nikolaïevitch Stragorodski, en russe : Иван Николаевич Страгородский, le 11 janvier 1867 (23 janvier dans le calendrier grégorien), Arzamas - mort le 15 mai 1944, Moscou) est primat de l'Église orthodoxe russe de décembre 1925 à 1944, d'abord comme remplaçant du locum tenens Pierre de Kroutitsy de 1925 à 1936, puis comme locum tenens de 1936 à 1943, puis comme Patriarche de Moscou et de toute la Russie du 8 septembre 1943 à sa mort.
Le mot « sergianisme », tiré de son nom, fait allusion à la soumission  du patriarcat de Moscou face à l'État soviétique.

## Biographie
Formé d'abord au séminaire théologique de Nijni Novgorod de 1880 à 1886, il entre ensuite à l’Académie de théologie de Saint-Pétersbourg. La science théologique et la prière liturgique sont ses seules préoccupations.
Le 30 janvier 1890, au monastère de Valaam, il prononce ses vœux de moine sous le nom Serge en l'honneur de saint Serge de Valaam. Ordonné prêtre le 21 avril 1890, il s’intéresse aux problèmes de la pensée occidentale et produit sa thèse de licence : les rapports de la foi et des œuvres («Православное учение о вере и добрых делах») où il expose les thèses romaines et protestantes en face de l’orthodoxie. Tout au long de sa carrière ecclésiastique, il cherchera à vivre dans les espaces universitaires.
Il part pour la mission orthodoxe à Tokyo en juin 1890, revient à Saint-Pétersbourg en 1893, où il professe l’Écriture Sainte à l’Académie dont il deviendra d’ailleurs le Recteur en 1901.
Le 25 février 1901, Serge est consacré évêque de Jamburg, le vicaire du diocèse de Saint-Pétersbourg.
En 1905, il est promu archevêque de l’Église orthodoxe de Finlande et s’occupe activement de la commission préparatoire du Concile de l’Église Russe, dont il est devenu le président en 1912.

### Après la révolution
Le 10 août 1917, il est nommé archevêque de Vladimir et Chouïa et le 28 novembre de la même année le patriarche Tikhon l'éleva au rang de métropolite.
Le 27 avril 1934, Serge reçoit du synode (rassemblant 21 archevêques) le titre de « Sa Béatitude, le métropolite de Moscou et de Kolomna ».
En 1936, fidèle à son intérêt pour les problèmes universels, il comprend l’aspiration occidentale vers l’orthodoxie et promulgue le célèbre « décret de 1936 » ouvrant la porte à « l’Orthodoxie Occidentale ».
Le 12 septembre 1943, le conseil des évêques l’élit à l’unanimité Patriarche de Moscou et de toutes les Russies (12e patriarche en titre).
Le patriarche Serge décède le 15 mai 1944.